# Tanya Haden
Tanya Haden (* 11. Oktober 1971 in New York City, New York) ist eine US-amerikanische Künstlerin, Cellistin und Sängerin.

## Leben
Haden ist Tochter des Jazz-Kontrabassisten Charlie Haden und Ellen David. Ihren MFA-Abschluss erhielt sie vom California Institute of the Arts, wo sie sich mit Animation befasste. Sie ist Mitglied mehrerer Bands, darunter Let's Go Sailing.
Haden ist die Schöpferin des Puppenspiels Imaginary Bear. Sie trug auch zu Studioaufnahmen einer Reihe von Musikern aus Los Angeles bei. Ihre Tätigkeit in der bildenden Kunst führt sie fort. Im Jahr 2010 stellt sie in mehreren Ausstellungen aus, darunter bei den Las Cienegas Projects. Tanya veröffentlichte mit ihren Drillingsschwestern Petra und Rachel, bekannt als The Haden Triplets, am 4. Februar 2014 ihr erstes Album.
Tanya Haden heiratete den Schauspieler Jack Black am 14. März 2006 in Big Sur, Kalifornien. Am 10. Juni 2006 brachte sie ihren ersten Sohn im Cedars-Sinai Medical Center in Los Angeles zur Welt. Im Mai 2008 wurde das Paar Eltern eines zweiten Sohnes.